# Parafia św. Andrzeja Boboli w Kamienicy
Parafia Świętego Andrzeja Boboli w Kamienicy jest jedną z 9 parafii leżącą w granicach dekanatu wągrowieckiego. Erygowana w 1957 roku.

## Dokumenty
Księgi metrykalne: 
- ochrzczonych od 1955 roku
- małżeństw od 1955 roku
- zmarłych od 1955 roku